# راب مک‌کلاناهان
راب مک‌کلاناهان (انگلیسی: Rob McClanahan؛ زادهٔ ۹ ژانویهٔ ۱۹۵۸) بازیکن هاکی روی یخ اهل ایالات متحده آمریکا بود.
از باشگاه‌هایی که در آن بازی کرده‌است می‌توان به نیویورک رنجرز اشاره کرد.